# Anemopaegma
- Commons
- Wikispecies

Anemopaegma Mart. ex Meisn. é um género botânico pertencente à família Bignoniaceae.

## Sinonímia
- Cupulissa Raf.
- Platolaria Raf.
- Pseudopaegma Urb.

## Espécies
Apresenta 13 espécies:
- Anemopaegma acutifolium
- Anemopaegma alatum
- Anemopaegma album
- Anemopaegma arvense
- Anemopaegma balizeanum
- Anemopaegma bifarium
- Anemopaegma glaucum
- Anemopaegma mirandum (catuaba-verdadeira)
- «Lista completa»